# Cornelis Hendrik van Amerom
Cornelis Hendrik van Amerom (Arnhem, 27 december 1804 - Leiderdorp, 24 november 1874) was een Nederlandse kunstschilder en fotograaf.

## Leven en werk
Van Amerom was een zoon van Hendrik Jan van Amerom (1776-1833) en Cornelia van Bommel. Zijn vader was schilder en directeur van het Tekengenootschap "Kunstoefening" in Arnhem. De jonge Van Amerom bezocht het gymnasium om te worden opgeleid tot heelmeester, maar brak op zijn zestiende de opleiding af om zich te wijden aan de kunst. Hij won diverse tekenprijzen en de gouden medaille van het genootschap. 
Gijsbert Buitendijk Kuyk, een van de medestudenten, werd zijn boezemvriend. In 1824 trok Van Amerom voor verdere studie naar Antwerpen, waar hij lessen volgde aan de Academie onder Willem Herreyns en Mattheus Ignatius van Bree. Een jaar later werd hij gevolgd door Buitendijk Kuyk. Zij woonden in Antwerpen samen en ook later in Nijmegen toen zij als schutters bij de Nationale Militie dienden. Ze namen in die tijd onder andere deel aan de Tiendaagse Veldtocht en ontvingen beiden het Metalen Kruis 1830-1831. Na hun diensttijd keerden de vrienden terug naar Arnhem. Buitendijk Kuyk werd er later directeur bij "Kunstoefening". 
Van Amerom trok in 1834 naar Leiden, waar hij vooral als portretschilder werkte. Twee jaar later trouwde hij met zijn nicht Cornelia Hendrika van Amerom (1812-), dochter van zijn oom Dirk Jan van Amerom, die rijtuigschilder was. Van Amerom gaf naast het schilderwerk les in Leiden en omgeving en was onder andere 33 jaar verbonden aan het Instituut Noorthey. In 1858 werd hij benoemd tot broeder in de Orde van de Nederlandse Leeuw. In door Van Amerom bijgehouden biografische aantekeningen is te lezen dat hij de opkomst van fotografie als oorzaak zag voor de achteruitgang van zijn inkomsten als portretschilder. Hij begaf zich zelf ook op dit vlak, en maakte daarbij gebruik van de daguerreotypie, maar de inkomsten wogen voor hem niet op tegen de uitgaven.
Hij overleed in 1874 op 69-jarige leeftijd. 

## Werken (selectie)

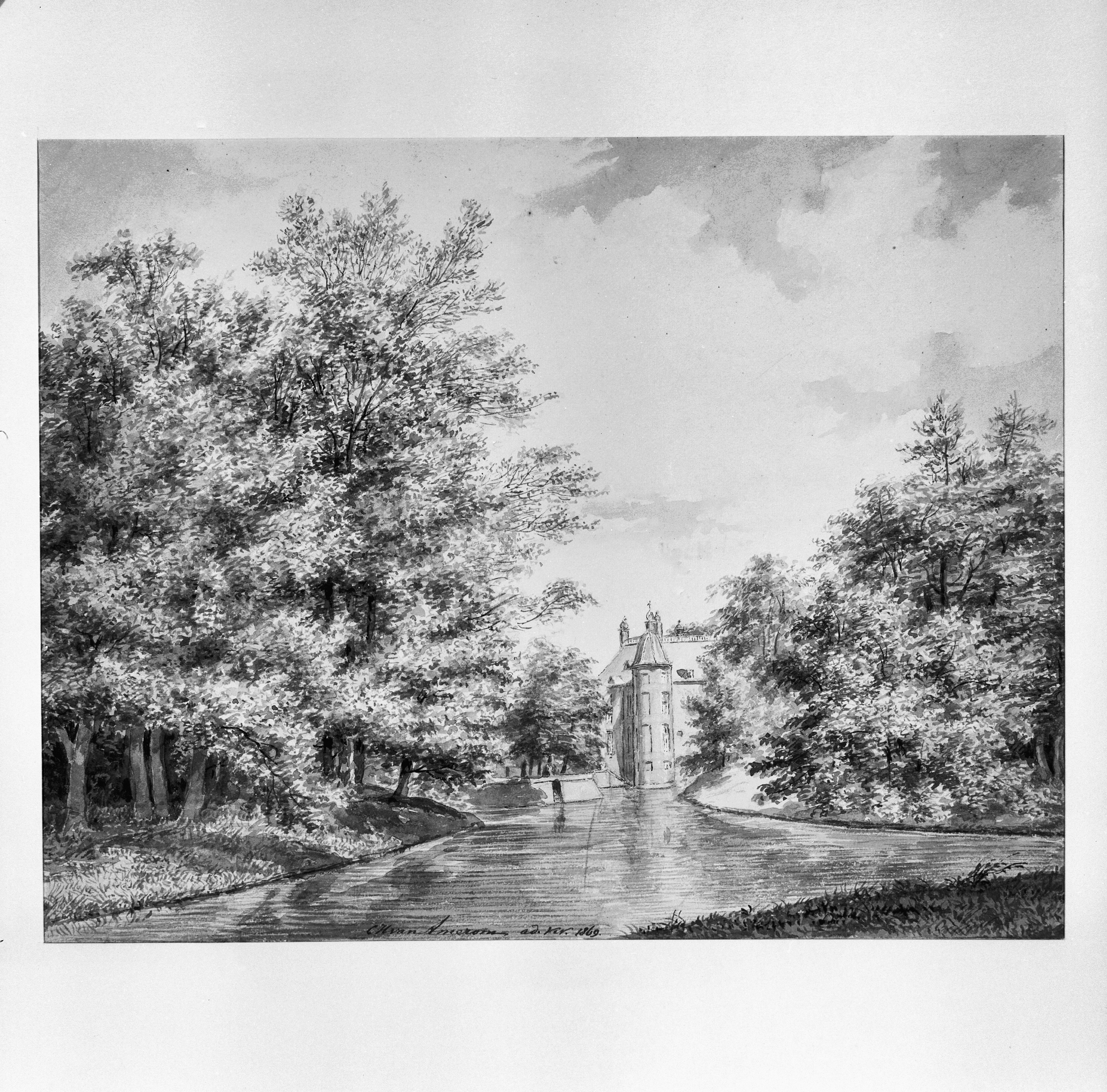
Kasteel Biljoen
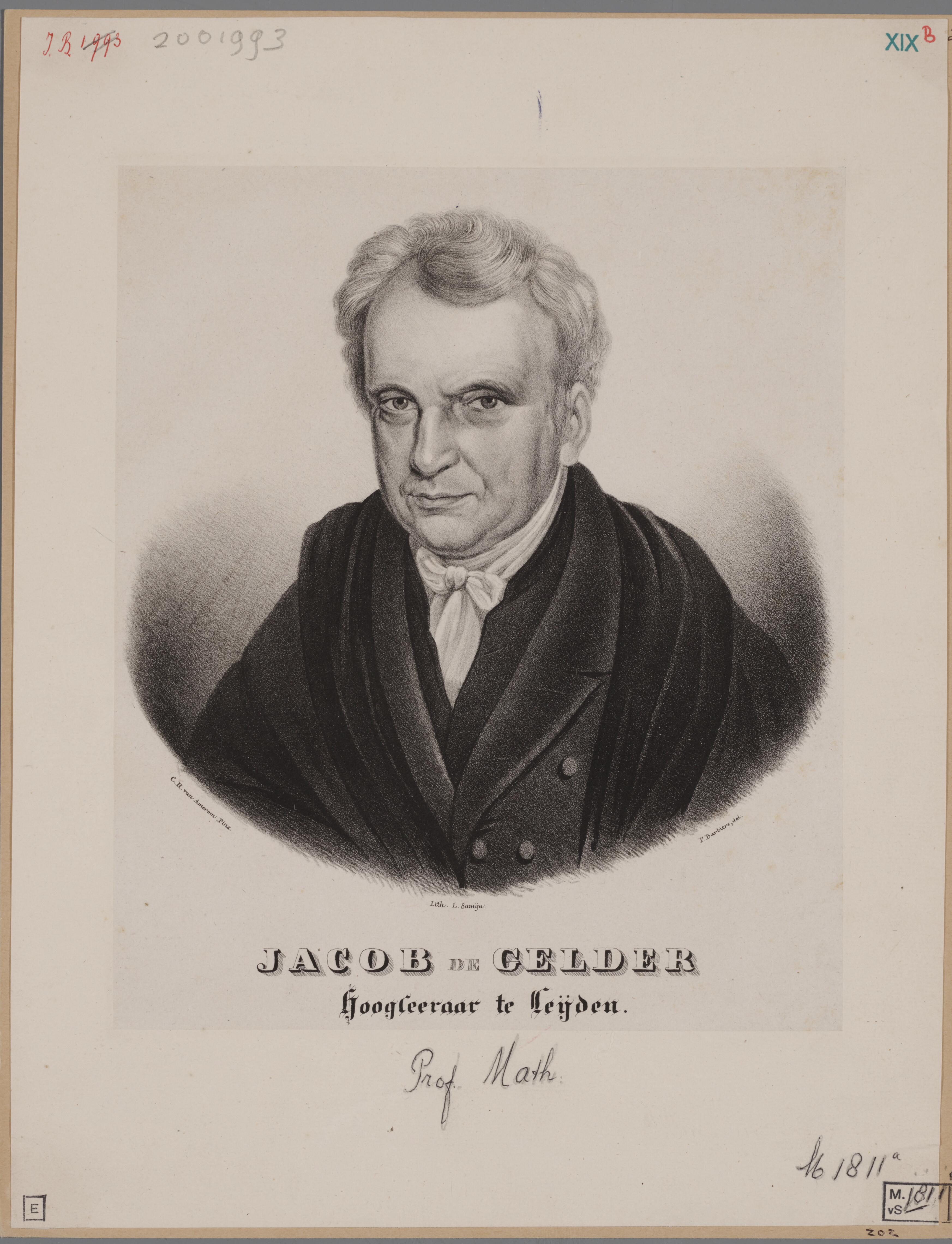
Litho naar een schilderij van Van Amerom van Jacob de Gelder
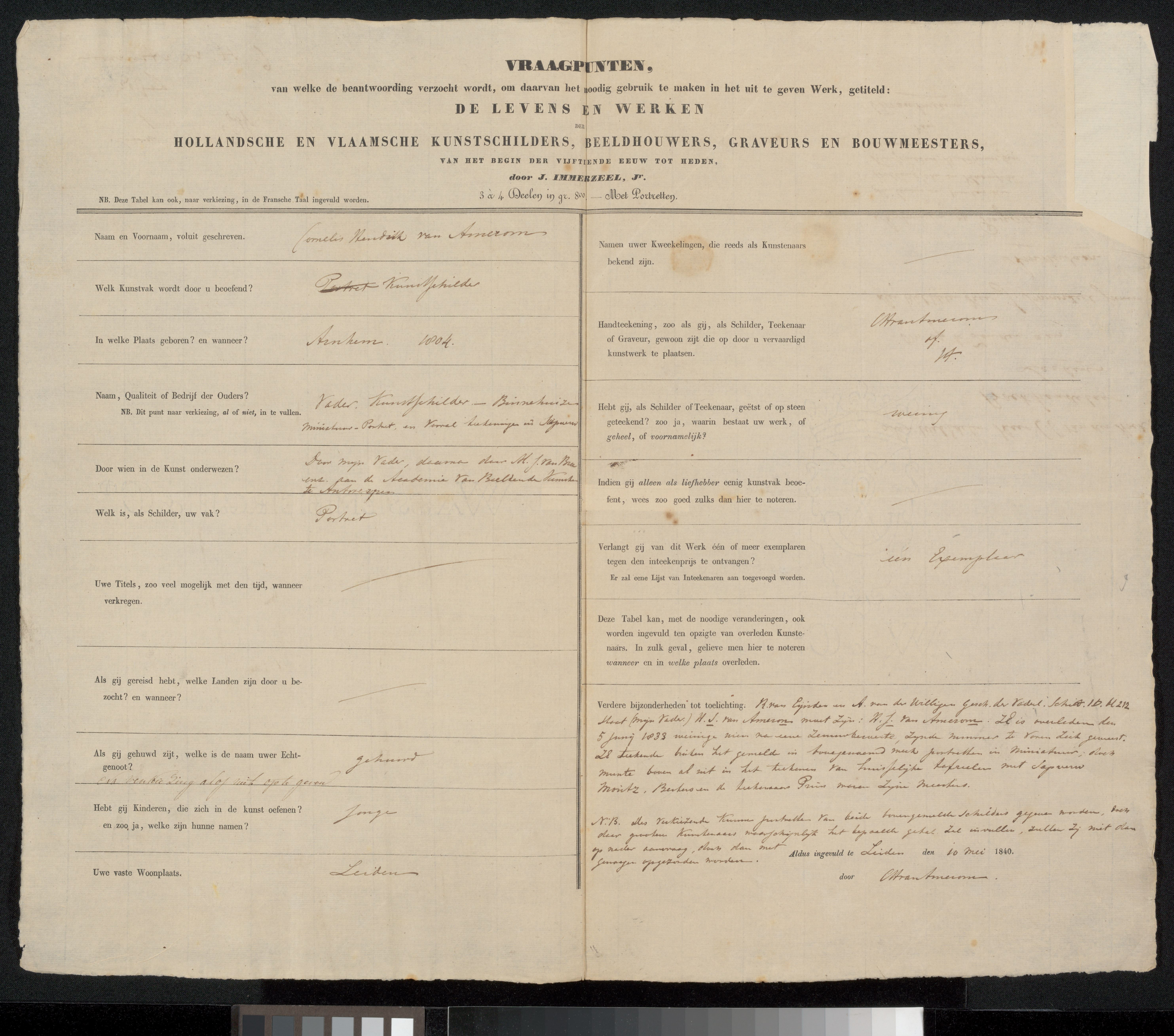
Enquêteformulier ingevuld door Cornelis Hendrik van Amerom